# Sanavus
Sanavus est le nom d'un diocèse de l'Église primitive aujourd'hui désaffecté.
Son nom est utilisé comme siège titulaire pour un évêque chargé d'une autre mission que la conduite d'un diocèse contemporain.

## Situation géographique
Ce diocèse était situé en Phrygie (Asie mineure). C'était un diocèse suffragant de celui de Laodicée.
Son dernier titulaire, Mario Renato Cornejo Radavero, a été réduit à l'état laïc et a quitté la communion de l'Église catholique pour rejoindre une Église catholique indépendante. 
Le siège est aujourd'hui vacant.

## Liste des évêques catholiques titulaires de ce diocèse
| Début      | Fin        | Nat.       | Nom                         | Fonction exercée                     |
| ---------- | ---------- | ---------- | --------------------------- | ------------------------------------ |
| 04/02/1941 | 14/01/1957 | États-Unis | Mgr Joseph Thomas McGucken  | Évêque auxiliaire de Los Angeles     |
| 14/02/1958 | 23/04/1960 | Brésil     | Mgr Walmor Battú Wichrowski | Évêque auxiliaire de Santos (Brésil) |
| 20/02/1961 | 07/02/1969 | Pérou      | Mgr Mario Cornejo           | Évêque auxiliaire de Lima            |

## Sources
- (en) Fiche sur le site catholic-hierarchy.org